# Consolas
Consolas ist eine nichtproportionale Schrift des Typedesigners Lucas de Groot. Sie ist Teil der ClearType Font Collection, einer Reihe von Schriftarten, die mit Microsoft Windows Vista eingeführt wurden, und ist darüber hinaus auch in Microsoft Office seit der Windows-Version 2007 sowie der Mac-OS-X-Version 2008 enthalten. Hier löste sie Courier New als Standard-Nichtproportional-Schrift ab.
Consolas enthält die Zeichensätze Latein, Latein (erweitert), Griechisch und Kyrillisch.

## Gestaltung
Unter den sechs ClearType-Schriften ist die Consolas die einzige nichtproportionale Schriftart. Sie wurde vor allem für die Programmierung entworfen. Da ihre Zeichen normalem Text ähnlicher sind als bei der bisher meist verwendeten Courier New, sind auch längere Texte leichter am Bildschirm lesbar.
De Groot griff beim Entwurf der Consolas auf seine Erfahrungen zurück, die er 1995 beim Gestalten der TheSansMono gemacht hatte. Diese hatte er zunächst in zwei Laufweiten angelegt, einer normalen Weite mit Dickten von 60 % der Schriftgröße, und der TheSansMonoCondensed mit einer Dickte von 50 % der Schriftgröße. Er fand dann aber heraus, dass eine Dickte von 55 % der Schriftgröße einer normalen Leseschrift am nächsten kam. Diese Dickte verwendete de Groot dann auch für die Consolas.

## Verfügbarkeit
Außer in Microsoft Office war sie neben den weiteren neuen Schriftarten Calibri, Cambria, Candara, Constantia und Corbel sowohl im PowerPoint Viewer 2007 als auch im Open XML File Format Converter für Mac enthalten, welche Microsoft kostenlos zum Download anbot.
Consolas war die Standardschriftart des Texteditors BBEdit von Version 9 bis 11 und wurde mit ihm mitgeliefert.